# Marktversagen
Marktversagen bezeichnet in der Wohlfahrtsökonomik eine Situation, in der die Koordination über den Markt nicht zu einer Pareto-effizienten Allokation der Ressourcen führt.

## Begriff

Entstehung des Gleichgewichtspreises

In der neoklassischen Theorie der Volkswirtschaftslehre kommt es durch den Preismechanismus in einem modellhaft angenommenen vollkommenen Markt zu einem Marktgleichgewicht, das eine effiziente Ressourcenallokation herbeiführt. Eine Situation wird dann als effizient bezeichnet, wenn sie Pareto-optimal ist, das heißt keine andere Güterverteilung möglich ist, durch die mindestens ein Akteur besser gestellt würde, ohne gleichzeitig einen anderen schlechter zu stellen. Die neoklassische Theorie definiert eine konkrete Marktsituation dann als Marktversagen, wenn die Allokation durch Abweichungen vom vollkommenen Modellmarkt nicht Pareto-optimal ist. Marktversagen geht also mit der Verschwendung bzw. dem Brachliegen gesellschaftlich knapper Ressourcen einher. Im Extremfall kann es zum Zusammenbruch des Marktes kommen.
Gäbe es, dem Ersten Hauptsatz der Wohlfahrtsökonomik entsprechend, für alle knappen Ressourcen vollkommene Märkte, dann wäre im Gleichgewicht Marktversagen nicht möglich. Da aber in der Realität das Funktionieren des Preismechanismus immer mit Kosten verbunden ist, würde – gemessen an diesem unrealistischen Maßstab – stets ein relatives Marktversagen vorliegen (Nirwana-Vorwurf). Nach Kenneth Arrow ist Marktversagen daher nur gegeben, wenn die „Transaktionskosten so hoch sind, dass sich die Existenz des Marktes nicht mehr lohnt.“ Arrow spricht auch von der failure of markets to exist. Deshalb ist der Begriff „Marktversagen“ für Johannes Berger „irreführend“. Es sei keineswegs so, „dass bestehende Märkte nicht richtig funktionieren und in diesem Sinne ‚versagen‘, sondern dass es aus den verschiedensten, meist technisch bedingten Gründen nicht möglich ist, Märkte für bestimmte Aufgaben einzurichten.“
Die neoklassische Theorie trennt scharf zwischen Allokation und Distribution, wobei sie Marktversagen als rein allokativen Defekt definiert, nicht als Bewertung der Verteilung von Wohlstand und Einkommen. Neben dem allokativen Marktversagen wird unter Bezugnahme auf Richard Musgrave (1959) auch von distributivem (sowie ferner konjunkturellem) Marktversagen gesprochen. Distributives Marktversagen liegt demnach vor, wenn das Ergebnis des Marktprozesses nicht mit den Vorstellungen darüber übereinstimmt, was in einem normativen Sinne fair und richtig ist. Kritisiert wird an dieser begrifflichen Erweiterung, dass der Markt vernünftigerweise nicht für eine gerechte Einkommensverteilung in Anspruch genommen werden und in dieser Hinsicht daher auch nicht versagen könne.

## Anwendungsbereiche des neoklassischen Modells

### Asymmetrische Information
Asymmetrische Information liegt vor, wenn die potenziellen Vertragspartner in einem Markt nicht über gleiche Informationen über die Qualität einer angebotenen Ware oder Dienstleistung oder hinsichtlich eines zu versichernden Risikos verfügen. Das bekannteste Beispiel für eine sich daraus ergebende suboptimale Ressourcenallokation ist das von George A. Akerlof aufgezeigte Lemons-Problem auf dem Gebrauchtwagenmarkt. Die Sorge der schlechter informierten Marktteilnehmer, benachteiligt zu werden, führt zu einem Marktpreis, zu dem nur noch die schlechtesten Anbieter ihre Gebrauchtwagen verkaufen. Es kommt zu keiner vollständigen Markträumung, sondern zu einer negativen Auslese oder in Extremfällen zu einem vollständigen Marktzusammenbruch. Auch asymmetrische Information auf Finanzmärkten werden als Grund für Marktversagen genannt, da die meisten Bankgläubiger nicht in der Lage seien, die Qualität des Bankmanagements einzuschätzen.

#### Staatseingriffe als Lösungsmechanismen
Der Verhinderung von Desinformation anderer Marktteilnehmer dienen aber auch Teile des Wirtschaftsrechts (in Deutschland zum Beispiel die Bestimmungen über Allgemeine Geschäftsbedingungen im Bürgerlichen Gesetzbuch); zugleich sollen gesetzliche Gewährleistungsrechte den schlechter Informierten schützen.

#### Aufbau von Markenreputation bei Informationsdefiziten
Die Informationsprobleme können zum Teil auch ohne direkte Staatsintervention durch Marken oder Zertifikate einer vertrauenswürdigen Quelle behoben werden, welche die Qualität signalisieren sollen.

### Öffentliche Güter
Märkte können hinsichtlich einer Pareto-effizienten Bereitstellung öffentlicher Güter versagen. 
Insbesondere bei öffentlichen Gütern mit Rivalität und im Regelfall mit Nichtausschließbarkeit im Konsum kann es zu einem Marktversagen kommen. Das Marktversagen tritt in Form von externen Effekten beim Überkonsum auf. Die Nutzung dieser Güter ist für jeden kostenlos, jedoch ist nur eine begrenzte Menge von ihnen vorhanden. Das Straßennetz beispielsweise ist ein solches öffentliches Gut, das für jeden Verkehrsteilnehmer kostenlos zugänglich ist (ausgenommen bei der Maut), aber nur begrenzt vorhanden ist (Unterproduktion). Es kann zu einem Überkonsum (Übernutzung) kommen, der Verkehrsstau genannt wird und ein negativer externer Effekt darstellt. Dabei neigen die Empfänger negativer externer Effekte zu Überkonsumtion (Verkehrsteilnehmer), Absender zu Unterproduktion (Straßenbau). Positive externe Effekte sind im Regelfall mit einem Unterkonsum des Gutes auf einem Markt verbunden, negative externe Effekte mit einem Überkonsum im Vergleich zum Pareto-Optimum. Im Alltag ist dies beim Fischfang als negativem externen Effekt am ehesten nachvollziehbar. Jeder fängt so viele Fische wie es geht, und irgendwann kommt es zur Überfischung (Überkonsum), der staatlich durch Fangquoten begegnet werden muss.
Die private (d. h. über Märkte oder ähnliche auf Freiwilligkeit beruhende) Bereitstellung derartiger Güter leidet unter Trittbrettfahrerverhalten, welches darin besteht, das Gut von den anderen bereitstellen zu lassen, um dann in den kostenfreien Genuss des Gutes zu kommen. Auch wenn insgesamt u. U. eine hinreichend große Zahlungsbereitschaft vorhanden wäre, käme aufgrund der Nichtausschließbarkeit dennoch keine kaufwirksame Marktnachfrage nach diesem Gut zustande.

#### Lösungsmechanismen
Aufgrund des Versagens dezentraler Allokationsmechanismen für öffentliche Güter wird oft deren gesellschaftlich organisierte (i. d. R. also staatliche) Bereitstellung gefordert. Zwar kann der Staat durch Rückgriff auf Steuern und ähnliche vorgeschriebene Abgaben die Finanzierung öffentlicher Güter sicherstellen, ungelöst bleibt aber die Festlegung einer effizienten Bereitstellungsmenge für das öffentliche Gut. Um diese bestimmen zu können, sind Informationen über die individuellen Wertschätzungen (Zahlungsbereitschaften) unerlässlich. Die zuverlässige Erhebung derartiger Informationen ist aber schwierig oder gar unmöglich (so genanntes Gibbard-Satterthwaite-Theorem), jedenfalls aber mit Informationsbeschaffungskosten verbunden, welche das Erreichen einer effizienten Allokation be- oder verhindern. Im Übrigen gehen die Kosten jedes zusätzlichen Konsums dieses Gutes gegen Null, ein Ausschluss zusätzlicher Nutzer bedeutet damit Pareto-Ineffizienz, da umgekehrt aufgrund des nichtrivalisierenden Konsums ein höheres Nutzenniveau erreicht werden kann.

### Externe Effekte

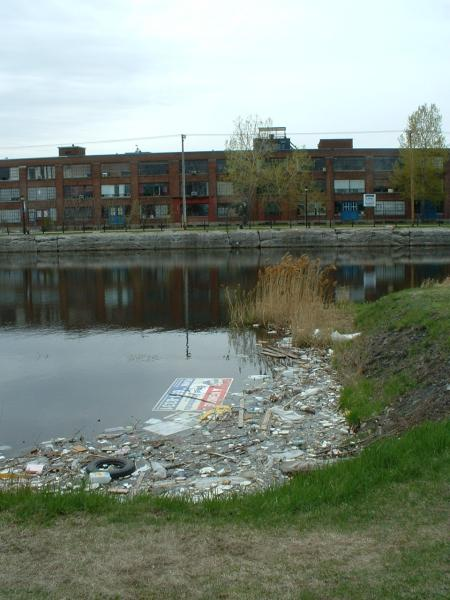
Umweltverschmutzung ist ein (technologischer) externer Effekt

Ein Grund für Marktversagen können auch externe Effekte sein. Ein externer Effekt tritt auf, wenn ein Handel zweier Marktteilnehmer (negative oder positive) Auswirkungen auf unbeteiligte Dritte hat. So schädigen die Abgase eines LKWs (negativ) nicht nur den Sender und Empfänger der Güter, und die Verschönerung eines Gebäudes kann umliegende Gebäude aufwerten (positiv). Nach der neoklassischen Theorie werden die Interessen dieser Dritten im Marktgeschehen, also von den am Markt handelnden Parteien, nicht berücksichtigt, so dass die Zuteilung der Ressourcen volkswirtschaftlich betrachtet nicht mehr effizient sei. Da die Auswirkungen auf Dritte nicht in das Preiskalkül von Anbieter und Nachfrager einbezogen würden, hätten sie keinen Einfluss auf den Preis. In der Volkswirtschaftslehre wird daher bei Umweltschäden ein allokatives Marktversagen angenommen.
Externe Effekte führen zu einem Marktversagen, weil die tatsächliche Marktentwicklung und die Pareto-effiziente Ressourcenallokation nicht mehr übereinstimmen. Die ökonomische Ursache für Marktversagen besteht darin, dass bestimmte Kosten (externe Kosten) bei Entscheidungen der Marktteilnehmer nicht berücksichtigt werden. Der Verkehrsteilnehmer beispielsweise geht bei seiner Entscheidung, am Straßenverkehr teilzunehmen, nicht davon aus, dass er in einen Verkehrsunfall verwickelt wird. Diese Marktineffizienz kann dadurch beseitigt werden, dass die externen Kosten dem physischen Verursacher dieses externen Effekts angelastet werden. So werden die Unfallkosten bei einem Verkehrsunfall dem Unfallverursacher als Kostenträger angelastet.  

#### Staatseingriffe als Lösungsmechanismen
Marktversagen aufgrund externer Effekte lässt sich theoretisch durch Internalisierung beseitigen, also dadurch, dass die Marktteilnehmer die verursachten externen Kosten in ihr Wirtschaftlichkeitskalkül miteinbeziehen müssen (Verursacherprinzip). Bei der Pigou-Steuer löst der Staat das Marktversagen, indem er den Verursacher in Höhe der externen Kosten besteuert. Allerdings muss der Staat dazu die Höhe der externen Kosten möglichst genau kennen und es dürfen ebenfalls keine Transaktionskosten entstehen. Coase-Verhandlungen und die Pigou-Steuer sind Beispiele hierfür.
Eine andere Lösung sind Verbote umweltgefährdender Stoffe oder Gebote zur Verwendung gefahrenverringernder Verfahren.

#### Marktreaktionen auf externe Effekte
Durch das Coase-Theorem kann gezeigt werden, dass es unter den theoretisch idealen Voraussetzungen (klare Zuordnung von Eigentums- bzw. Verfügungsrechten, vollständige Rationalität, keine Transaktionskosten) zu Verhandlungen am Markt kommt, die zu einer Internalisierung der externen Effekte durch die Marktteilnehmer führen. Vor diesem Hintergrund haben viele Umweltökonomen eine – hoheitliche – Begründung von handelbaren Umweltnutzungsrechten gefordert, so dass schädliche Einwirkungen beispielsweise durch den Handel mit Verschmutzungszertifikaten internalisiert werden können.

### Marktmacht (Monopole und Kartelle)

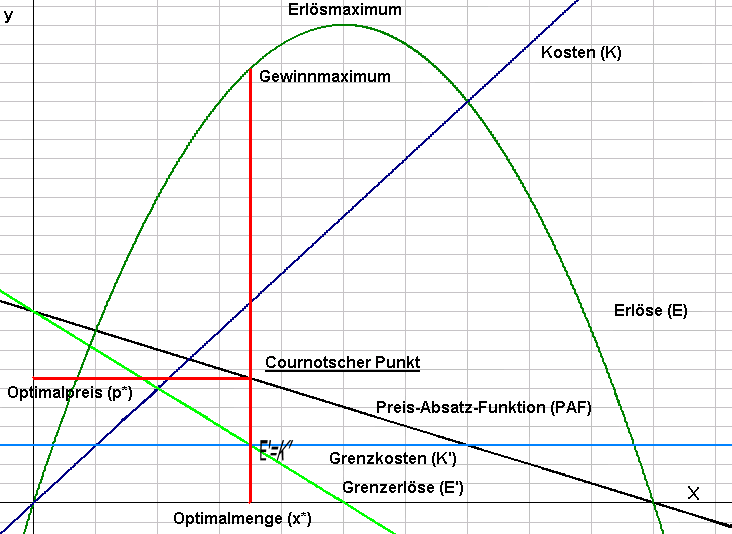
Cournotscher Punkt

Ebenfalls zu den Marktversagen zählen Monopole und Kartelle. Durch Preisabsprachen bzw. monopolistische Preisbildung wird eine effiziente (Pareto-optimale) Allokation der Güter durch den Marktmechanismus verhindert. Nach der Theorie des natürlichen Monopols gibt es bestimmte Märkte, in denen sich am Markt ein Monopolist etablieren kann. In solchen Fällen soll der Monopolist in der Lage sein, Marktpreise zu bestimmen. Ein gewinnmaximierender Monopolist biete seine Produkte zu Preisen an, die über den Grenzkosten liegen (Cournotscher Punkt) und damit eine Pareto-optimale Verteilung verhindern.
Beim Kartell sprechen sich zwei oder mehr Anbieter ab und können so höhere Preise am Markt erzielen.

#### Staatseingriffe als Lösungsmechanismen
Staatliche Eingriffe zur Verhinderung von Monopolen oder Kartellen erfolgen zumeist durch Kartellgesetze.

## Marktversagen als Rechtfertigung staatlicher Eingriffe

### Argumentationslinie
Neoklassische Ökonomen gehen üblicherweise davon aus, dass der Staat nur bei Marktversagen eingreifen sollte. Weitergehende Eingriffe würden demnach das Marktgeschehen unnötig belasten, da Märkte in ihren selbst regulierenden Prinzipien gestört würden. Staaten bzw. Regierungen können jedoch die Verfolgung politischer Ziele der Minimierung marktlicher Ineffizienz überordnen. Zwar beeinträchtigen politische Eingriffe die marktliche Selbstoptimierung, aber die Bereitschaft, durch Eingriffe in optimierte Systeme vorübergehend Nachteile zu erleiden ist eine wichtige Option, die spieltheoretisch erklärt werden kann und die den Handlungsspielraum von Spielern sehr wirksam erweitert.
Der Erste Hauptsatz der Wohlfahrtsökonomik formuliert hinreichende Bedingungen, unter denen die Allokation in einer kompetitiven Ökonomie Pareto-effizient ist. Sind eine oder mehrere dieser Voraussetzungen verletzt, so ist die Marktallokation nicht mehr notwendigerweise effizient. Hieraus ergeben sich potenziell Ansatzpunkte für staatliche Eingriffe.
Liegt hingegen eine Pareto-effiziente Marktallokation vor, so bedeutet jedes Abweichen hiervon (zum Beispiel durch Staatseingriffe), dass es danach mindestens einem Individuum in der Ökonomie schlechter gehen wird als zuvor. Dies mag erwünscht sein, etwa wenn die Verteilungssituation geändert werden soll, indem man von Reich nach Arm umverteilt. Mit Hilfe des Pareto-Kriteriums, welches nur eine unvollständige Ordnung über den gesellschaftlich erreichbaren Zuständen ermöglicht, sind derartige Maßnahmen dann nicht bewertbar.
Im Allgemeinen gehen Eingriffe in eine Pareto-effiziente Marktallokation mit dem Verlust der Pareto-Effizienz einher; die einzige Form effizienzunschädlicher Eingriffe sind (praktisch nicht durchführbare) Umverteilungen der Anfangsausstattungen (Zweiter Hauptsatz der Wohlfahrtsökonomik). In der Realität sind die Bedingungen Pareto-effizienter Allokation jedoch nicht oder nur annäherungsweise anzutreffen. Nach der Theorie des Zweitbesten ist es dann möglich, dass der Versuch der Herstellung von nur einigen der Bedingungen zu einer weiteren Verschlechterung der Marktergebnisse führt. Stattdessen kann es die beste Handlungsalternative sein, wenn ein staatlicher Eingriff durch eine sinnvolle „Gegenverzerrung“ auch die bisher verwirklichten Bedingungen des Pareto-Optimums durch die Optimierungsbedingungen des veränderten Modells ersetzt. So könnte es beispielsweise sinnvoll sein, als zweitbeste Lösung Arbeitslosigkeit durch an sich nicht marktkonforme protektionistische Maßnahmen zu verringern, wenn sich die Flexibilisierung des Arbeitsmarktes – als erstbeste Lösung – politisch nicht durchsetzen lässt.

### Kritik
Anhänger der Public-Choice-Theorie betonen einen fehlenden kausalen Bezug zwischen dem Vorliegen von Marktversagen und einem staatlichen Eingreifen. Sie begründen dies mit der Gefahr eines Staatsversagens, d. h. die durch einen staatlichen Eingriff verursachten Kosten könnten u. U. höher sein als die Kosten eines Marktversagens. Public-Choice-Ökonomen führen dies auf grundsätzliche Probleme demokratischer Systeme und den starken Einfluss von Lobbyisten zurück. Beides führen sie auf ein Rent-Seeking-Verhalten sowohl im privaten Sektor als auch in der Regierungs-Bürokratie zurück. Die Denkrichtung deutet umgangssprachlich mit "Marktversagen" bezeichnete Fälle aus diesem Grund eher als das Fehlen des reinen Marktes aufgrund einer Subversion des freien Marktes durch die nötigende Wirkung eines politischen Eingriffs.
Aus ordoliberaler Perspektive argumentiert Manfred E. Streit, die Theorie des Marktversagens führe zu einer ökonomisch schwach begründeten und politisch-ökonomisch fragwürdigen Präferenz von Staatsaufgaben. Gemessen am Ideal der vollkommenen Konkurrenz wäre die marktwirtschaftliche Realität immer korrekturbedürftig. Zudem werde „der zur Intervention aufgerufene Staat als wohlmeinend und allwissend konzipiert“, im krassen Gegensatz zum politisch-ökonomisch erklärbaren Staatshandeln.
Die Ökologische Ökonomie stellt fest, dass es sich bei Externalitäten nicht um Marktversagen handele, sondern um die Folge normalen Marktfunktionierens, belohne der Markt doch Marktteilnehmer, die möglichst viele Kosten externalisierten. Im Grunde ist die Rede vom Marktversagen eine Tautologie: Die Theorie postuliert, dass der Markt zu optimaler Ressourcenallokation führe, was offensichtlich nicht der Fall ist. Statt nun aber festzustellen, dass das Postulat versagt, wird ein Versagen des Marktes behauptet und impliziert, das Postulat wäre richtig, könnte der Markt nur ungehindert spielen – das Versagen wird der Realität unterstellt statt der Theorie, die die Realität abbilden sollte.

## Marktversagen und die Theorie des Unternehmens
Im Anschluss an die Theorie des Unternehmens, die Coase in The Nature of the Firm (1937) erstmals formuliert hat, geht Oliver Williamson davon aus, dass hierarchisch strukturierte Wirtschaftsorganisationen Formen des Marktversagens bewältigen können. Als Gründe für die Herausbildung von Wirtschaftsunternehmen gelten dabei insbesondere Informationsdefizite und hohe Transaktionskosten auf Märkten. Allerdings bringen auch hierarchische Organisationen spezifische Nachteile mit sich. Die optimale Größe von Unternehmen wird durch die Balance zwischen Marktversagen und dem Versagen hierarchischer Organisationen bestimmt. Im Anschluss an Coase und Williamson fordern Vertreter der neuen Institutionenökonomik, die Dichotomie von Markt- und Staatsversagen zu überwinden und eine allgemeine Theorie des Organisationsversagens zu etablieren. Ziel wäre es, die Eignung unterschiedlicher soziale Institutionen wie u. a. auch NGOs und Familien vergleichend zu bewerten.

## Marktversagen und die Güterarten
Je nachdem, ob ein Marktmechanismus vorhanden ist oder nicht, unterscheidet man:
| Marktmechanismus                              | Marktversagen                | Gütertypologie                 | Beispiele                           |
| --------------------------------------------- | ---------------------------- | ------------------------------ | ----------------------------------- |
| Markt funktioniert                            | kein Marktversagen           | private Güter                  | Gebrauchsgüter, Verbrauchsgüter     |
| Markt funktioniert, aber nicht optimal        | partielles Marktversagen     | meritorische Güter             | Schulen, Krankenhäuser              |
| Markt funktioniert nicht                      | totales Marktversagen        | öffentliche Güter, Gemeingüter | Landesverteidigung, Straßennetz     |
| Markt würde funktionieren, darf es aber nicht | Marktregulierung und Verbote | demeritorische Güter           | Illegale Drogen, Zwangsprostitution |

Dort, wo Märkte versagen, spielen die Ausschließbarkeit (mit dem Maßstab Exklusionsgrad) und Rivalität (Rivalitätsgrad) eine Rolle.